# Madaya
Madaya (în arabă مضايا, transliterat: Maḍāyā) este un orășel muntos din Siria, situat la o altitudine de aproximativ 1.300 metri (4.300 ft). Este situat la aproximativ 40 kilometri (25 mi) nord-vest de Damasc în Guvernoratul Rif Dimashq și găzduiește lacul Barada. Potrivit localnicilor din zonă, lacul Barada era mai mare, dar din cauza poluării și a cauzelor industriale s-a micșorat. Madaya este adesea vârful de zăpadă în timpul lunilor de iarnă, în special în ianuarie și februarie. Potrivit Biroului Central de Statistică din Siria (CBS), Madaya avea o populație de 9.371 de locuitori la recensământul din 2004. Locuitorii săi sunt predominant musulmani sunniți. Madaya este locul unei mari piețe ilegale de branduri străine, care sunt introduse prin contrabandă din Liban și din Chtaura, care sunt aproape de zonă.

## Istoric

### Războiul civil sirian
Din iulie 2015, orașul a fost asediat de o combinație de forțe siriene loiale președintelui sirian Bashar al-Assad și miliției libaneze aliate Hezbollah. În decembrie 2015,  Medicii fără frontiere au raportat că 23 de persoane au murit de foame după o blocadă totală, care a împiedicat intrarea oricăror alimente sau ajutoare umanitare începând cu 18 octombrie.Ban Ki-Moon Secretarul General al Organizației Națiunilor Unite și-a exprimat îngrijorarea cu privire la situația din Madaya precum și în alte zone asediate din Siria și a avertizat că utilizarea înfometării ca armă în timpul conflictului este o crimă de război.
La 7 ianuarie 2016, Oficiul ONU pentru Coordonarea Afacerilor Umanitare a emis o declarație solicitând acces nestingherit pentru a oferi asistență de urgență Madaya, Al-Fu'ah și Kafriya. Pe fondul apelurilor din partea oficialilor Națiunilor Unite și zeci de organizații umanitare Pentru a interveni, Națiunile Unite au negociat un acord între guvernul sirian și rebelii care dețin orașul pentru a permite livrarea de ajutor umanitar, care a fost realizat la 11 ianuarie 2016.